# Park Piaskówka w Tarnowie
Park Piaskówka (potocznie Piaskówka) – park miejski znajdujący się w tarnowskiej dzielnicy Piaskówka, utworzony pod koniec lat 70. XX wieku, w miejscu zlikwidowanej kopalni piasku. 

## Lokalizacja
Park Piaskówka znajduje się w północnej części Tarnowa w województwie małopolskim. Obszar, zajmujący 20,82 hektara, położony jest w obrębie ulic: Kasprowicza, Elektrycznej i Piaskowej. 

## Historia

### Przed rewitalizacją

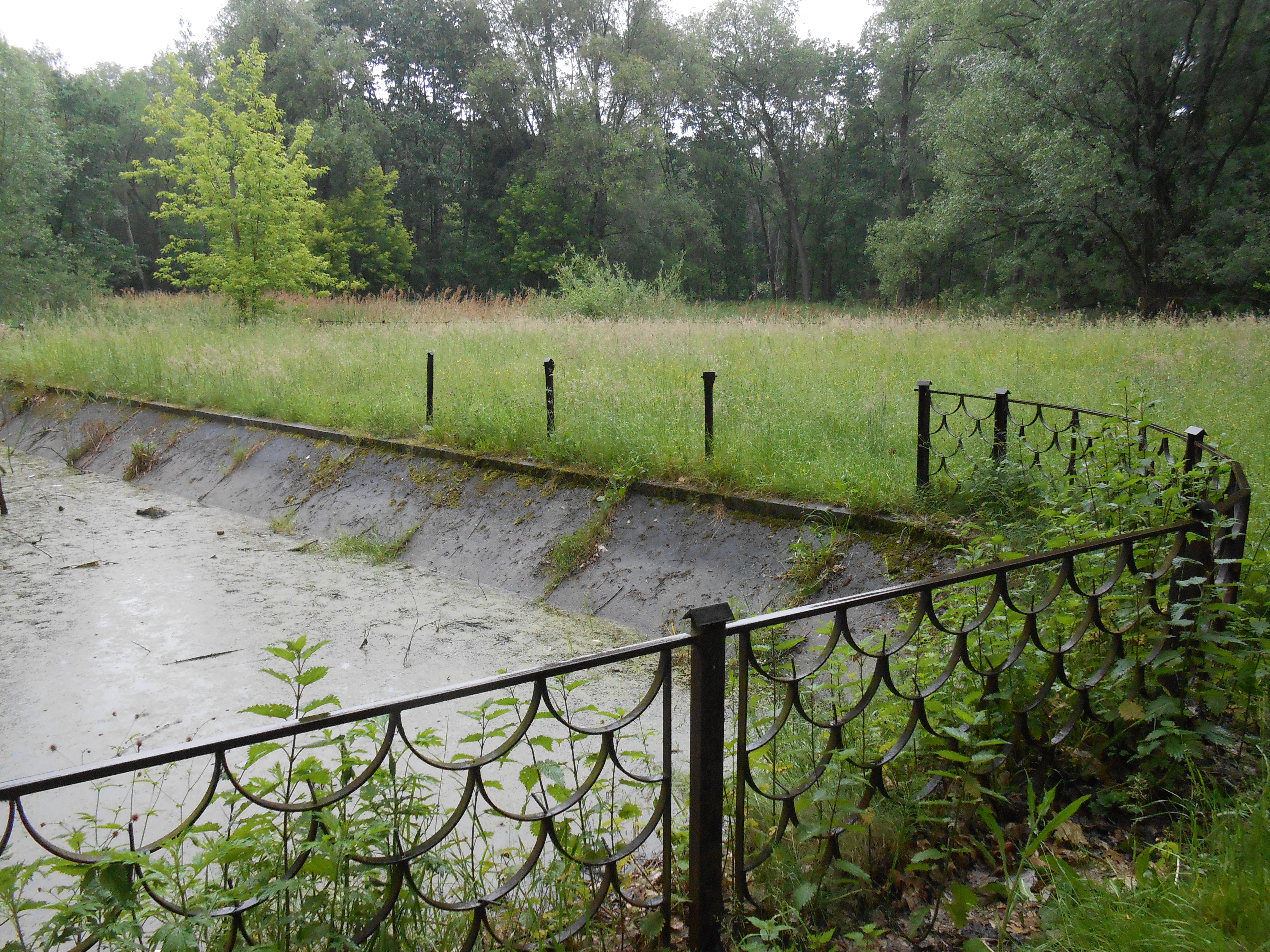
Zaniedbany staw parkowy w 2013 roku

Park na Piaskówce został utworzony w latach 1977–1979. Powstał na miejscu dawnej kopalni piasku, o czym świadczy nieznacznie obniżony względem otoczenia teren oraz zbiornik wodny.
W ramach rekultywacji terenów kopalnianych w tworzonym parku posadzono wiele gatunków drzew, głównie liściastych (m.in. topole, wierzby, olchy czy brzozy). Wśród nowo posadzonych drzew pojawiły się szutrowe ścieżki i ławki, a nad stawem pojawił się mini bufet i mała muszla koncertowa.
Według niektórych źródeł park miał być wizytówką pobliskiej Fabryki Silników Elektrycznych „Tamel”.
Pozbawiony pielęgnacji park z upływem czasu stawał się coraz bardziej zaniedbany, parkowa infrastruktura w większości zmieniła się w ruinę, staw zmienił się w zaniedbaną nieckę wypełnioną wodą, a przez zagęszczające się zarośla ta część parku zaczęła przybierać leśny charakter.

### Odnowa terenów zielonych
W 2003 roku Rada Miejska w Tarnowie uchwaliła, że Piaskówkę ustanowiono parkiem gminnym, co umożliwiło pobieranie środków finansowych na remonty i pielęgnację tego obszaru miasta. 
W 2008 roku Park Piaskówka objęto planem rewitalizacji parków miejskich. Ze środków pozyskanych z Wojewódzkiego Funduszu Ochrony Środowiska i Gospodarki Wodnej w Krakowie parkowy drzewostan został częściowo poddany pielęgnacji. Spacerowe alejki pokryto betonem, przy których ustawiono liczne ławki, a także kosze na śmieci. W obrębie parku uwzględniono plac zabaw, gdzie zainstalowano dla dzieci szereg urządzeń. Jedynym miejscem, które wówczas nadal wymagało rewitalizacji był staw, który pozostawał zaniedbany.

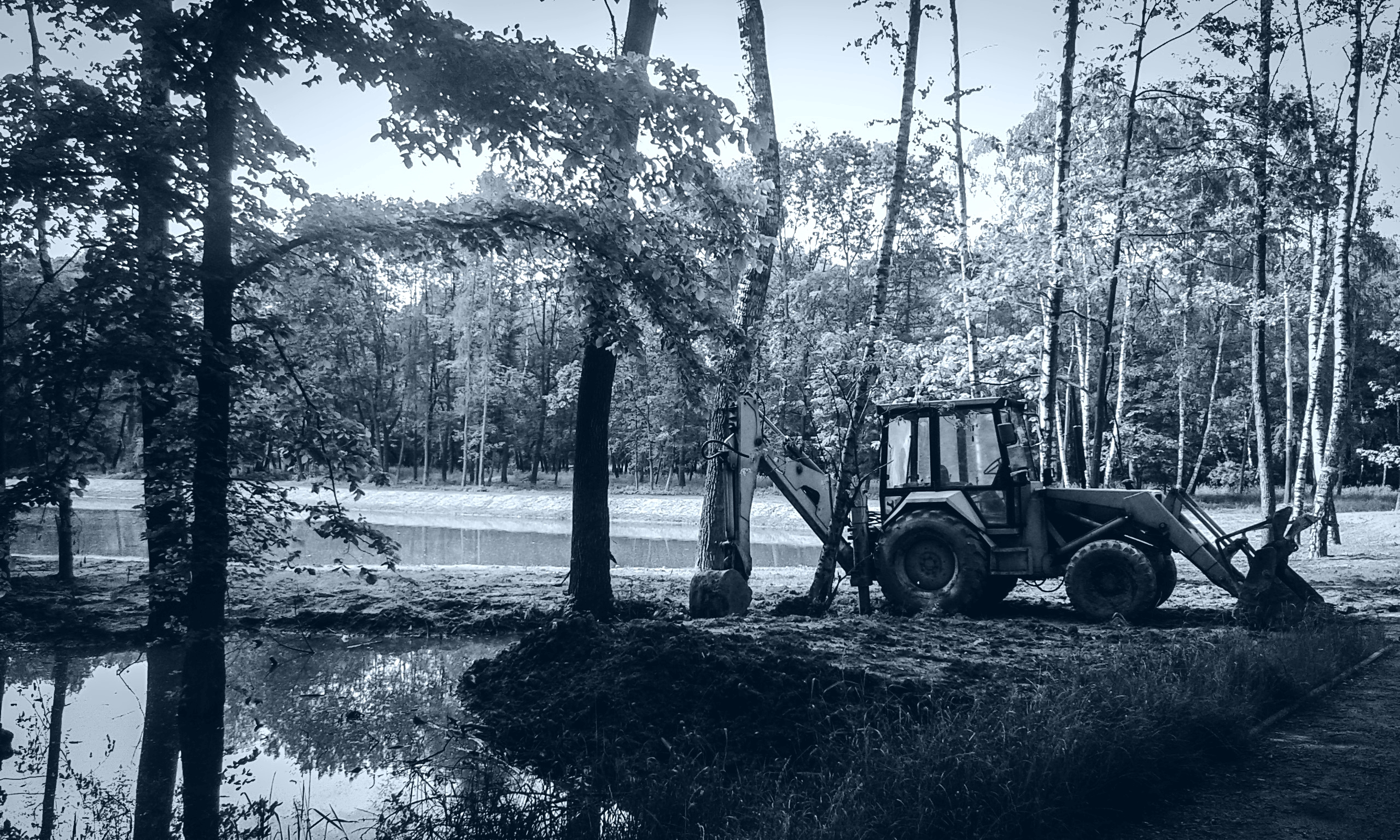
Prace rewitalizacyjne w 2016 roku

Pod koniec 2013 roku miasto Tarnów przeznaczyło z miejskiego budżetu 190 tys. zł na przebudowę przepływającego nieopodal parku potoku Bagienko, którego woda miała zasilić zrewitalizowany staw. W 2014 roku ogłoszono, że zbiornik wodny zostanie wyremontowany. Według przygotowanej przez magistrat dokumentacji planowane było oczyszczenie i odbudowanie zbiornika wodnego. W planach było uszczelnienie oraz zmiana kształtu niecki, a także regulacja nachylenia ścian brzegu i zrealizowanie projektu przepływu przez zbiornik wody bieżącej. Projekt zakładał, że dotychczasowa powierzchnia lustra wody zbiornika powiększona zostanie czterokrotnie – z 10 do 40 arów. Woda pobierana miała być z potoku Bagienko przepływającego przez park i odprowadzana z powrotem do niego. Planowano również zarybienie zbiornika i posadzenie w nim roślin wodnych, a na brzegach miały się pojawić rośliny ozdobne. Zgodnie z projektem zrewitalizowany staw miał się stać centralnym miejscem parku Piaskówka.
Do prac rewitalizacyjnych w obrębie stawu przystąpiono w 2015 roku, a zakończono je w 2019 roku.

### Park po rewitalizacji

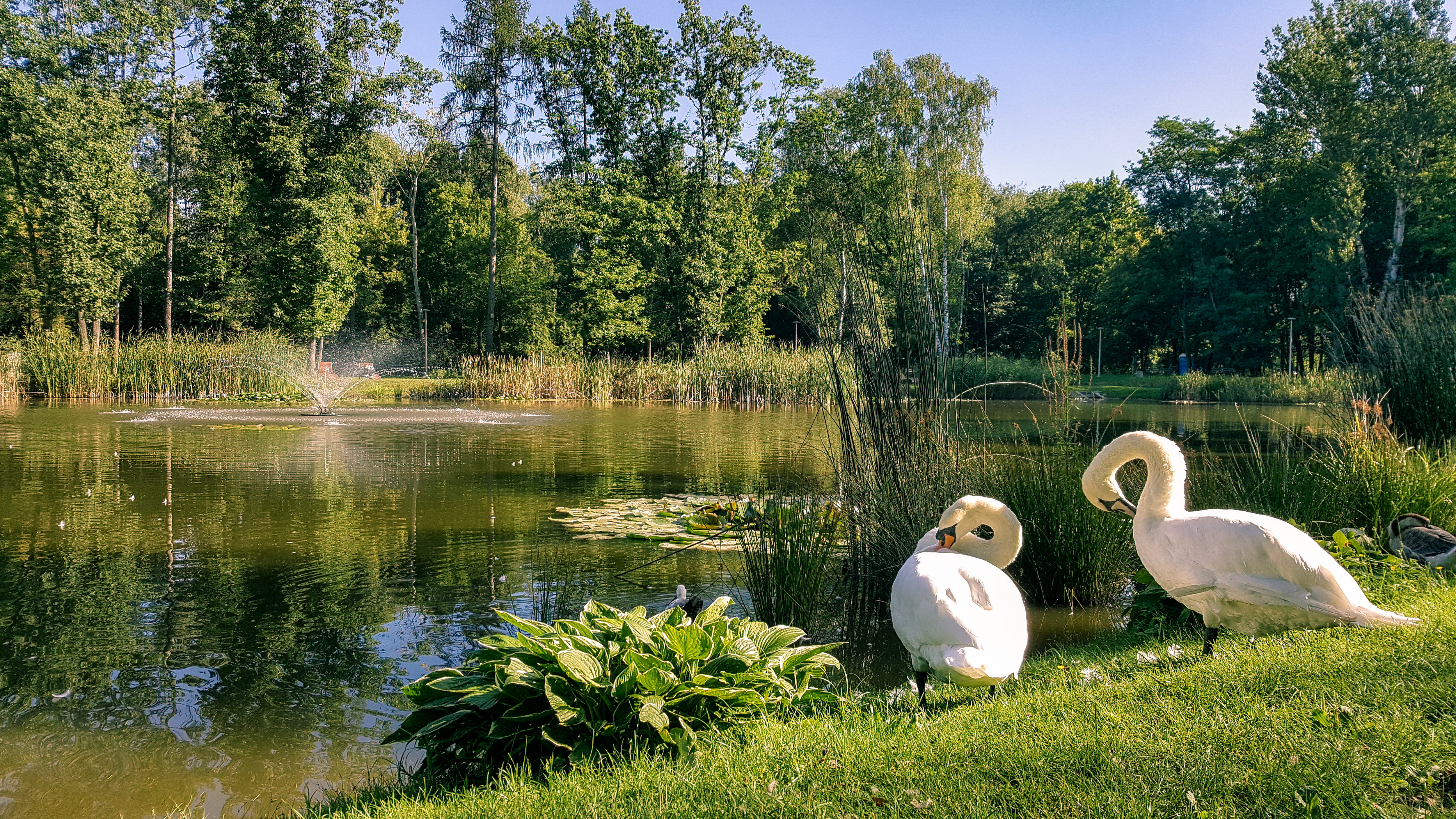
Para łabędzi nad stawem latem 2020 roku

Po zakończeniu prac rewitalizacyjnych park na Piaskówce stał się popularnym miejscem wypoczynku dla tarnowian. W obrębie parku ulokowano drewniane altany, urządzono miejsce do grillowania, powstało boisko do gry w kule. Na głównych alejkach i wokół zbiornika zamontowane zostały latarnie. W kwietniu 2020 roku na środku stawu uruchomiono iluminowaną fontannę.
Odwiedzający park w okolicy stawu mogą zobaczyć parę łabędzi, dzikie kaczki i inne ptaki wodne.